# Singles 31-36
Singles 31-36 è la decima raccolta del gruppo musicale britannico Depeche Mode, pubblicata il 29 marzo 2004 dalla Mute Records.

## Descrizione
Ultimo della serie di sei cofanetti, contiene tutti i singoli provenienti dal nono album Ultra con l'aggiunta di Only When I Lose Myself (tratto dalla raccolta The Singles 86-98) e Dream On (tratto da Exciter).

## Tracce
Testi e musiche di Martin L. Gore.
CD 1 – Barrel of a Gun
1. Barrel of a Gun – 5:32
2. Painkiller – 7:29
3. Barrel of a Gun (Underworld Soft Mix) – 6:29
4. Barrel of a Gun (One Inch Punch Mix) – 5:27
5. Barrel of a Gun (Underworld Hard Mix) – 9:38
6. Barrel of a Gun (United Mix) – 6:36
7. Painkiller (Plastikman Mix) – 8:40
8. Barrel of a Gun (3.Phase Mix) – 5:25
9. Barrel of a Gun (One Inch Punch Mix) (Version 2) – 5:29

CD 2 – It's No Good
1. It's No Good – 6:00
2. Slowblow – 5:25
3. It's No Good (Dom T's Bass Bounce Mix) – 7:16
4. It's No Good (Speedy J Mix) – 5:04
5. It's No Good (Hardfloor Mix) – 6:43
6. Slowblow (Darren Price Mix) – 6:29
7. It's No Good (Andrea Parker Mix) – 6:14
8. It's No Good (Motor Bass Mix) – 3:48

CD 3 – Home
1. Home – 5:47
2. Home (Air "Around the Golf" Remix) – 3:57
3. Home (LFO Meant to Be) – 4:26
4. Home (The Noodles and the Damage Done) – 6:37
5. Home (Jedi Knights Remix) (Drowning in Time) – 7:02
6. Home (Grantby Mix) – 4:39
7. Barrel of a Gun (Live) – 6:02
8. It's No Good (Live) – 4:08

CD 4 – Useless
1. Useless (Remix) – 4:54
2. Useless (Escape from Wherever: Parts 1 & 2!) – 7:17
3. Useless (Cosmic Blues Mix) – 6:57
4. Useless (CJ Bolland Ultrasonar Mix) – 6:02
5. Useless (The Kruder + Dorfmeister Session) – 9:09
6. Useless (CJ Bolland Funky Sub Mix) – 5:39
7. Useless (Air 20 Mix) – 7:58
8. Useless (Live) – 5:24
9. Barrel of a Gun (Video) – 5:27
10. It's No Good (Video) – 4:22

CD 5 – Only When I Lose Myself
1. Only When I Lose Myself – 4:36
2. Surrender – 6:19
3. Headstar – 4:24
4. Only When I Lose Myself (Subsonic Legacy Mix) – 7:03
5. Only When I Lose Myself (Dan the Automator Mix) – 4:57
6. Headstar (Luke Slater Remix) – 5:48
7. Only When I Lose Myself (Gus Gus Long Play Mix) – 11:21
8. Painkiller (Kill the Pain - DJ Shadow vs. Depeche Mode) – 6:34
9. Surrender (FC Catalan Out of Reach Mix) – 6:55
10. Only When I Lose Myself (Gus Gus Short Play Mix) – 5:07
11. World in My Eyes (Safar Mix) – 8:31

CD 6 – Dream On
1. Dream On (Single Version) – 3:43
2. Easy Tiger (Full Version) – 4:57
3. Easy Tiger (Bertrand Burgalat & A.S. Dragon Version) – 4:53
4. Dream On (Bushwacka Tough Guy Mix) – 6:08
5. Dream On (Dave Clarke Acoustic Version) – 4:24
6. Dream On (Octagon Man Mix) – 5:24
7. Dream On (Kid 606 Mix) – 4:46
8. Dream On (Dave Clarke Remix) – 5:14
9. Dream On (Bushwacka Blunt Mix) – 6:49